# Гизлемар
Гизлемар (лат. Ghislemarus; умер в 683 или 684) — майордом Нейстрии (680/681—683/684).

## Биография
Основными историческими источниками о жизни Гизлемара являются «Книга истории франков», хроника продолжателей Фредегара и «Ранние Мецские анналы».
Гизлемар был единственным сыном знатного нейстрийца Вараттона и его супруги Ансфледы. Первое упоминание о нём датировано 10 марта 673 года, когда он подписал дарственную хартию знатной женщины Хротильды монастырю в селении Брюер-ле-Шатель. По сообщениям франкских хроник, Гизлемар был деятельным и предприимчивым человеком, но при этом чрезмерно честолюбивым, хитрым и жаждущим властвовать.
В 680 или 681 году, после убийства Эброина во время подготовки того к походу в Австразию, Вараттон по инициативе нейстрийско-бургундской знати и с одобрения короля Теодориха III получил должность майордома. Он планировал, что его сын займёт этот пост после его смерти. По свидетельству «Хроники продолжателей Фредегара», Гизлемар был очень опытен в придворных делах и уже управлял от имени Вараттона королевским имуществом. Однако не в меру властолюбивый Гизлемар стал плести интриги против отца, намереваясь ещё при его жизни овладеть должностью майордома.
В это время Вараттон заключил перемирие с австразийским майордомом Пипином Геристальским. Договор был скреплён передачей нейстрийцам заложников. Однако этот шаг не нашёл поддержки среди знати Нейстрии. Этим недовольством воспользовался Гизлемар: он возглавил заговор против отца, лишил его должности майордома и сам занял этот пост. Друг Вараттона, архиепископ Руана Оуэн Руанский, вступился за свергнутого майордома и просил Гизлемара примириться с отцом, но тот не прислушался к призывам этого святого.
Став фактическим правителем Нейстрии и Бургундии при короле Теодорихе III, Гизлемар отказался от всех мирных договорённостей своего отца с Пипином Геристальским. Уже вскоре он совершил поход в Австразию. Гизлемар осадил укреплённый город Намюр и, получив его с помощью ложных клятв, убил здесь многих австразийских воинов. Затем он овладел Кёльном. Как и во время похода Эброина в 680 или 681 году Пипин Геристальский не смог оказать нейстрийскому войску никакого серьёзного сопротивления.
Гизлемар скоропостижно скончался в 683 или 684 году. Анонимный автор «Книги истории франков» и продолжатели Фредегара связывали смерть Гизлемара с теми преследованиями, которым он подвергал своего отца, и с его «многими другими ужасными преступлениями». Неизвестно, был ли Гизлемар женат и имел ли детей. После его смерти на посту майордома Нейстрии снова был восстановлен Вараттон.